# Costella
|  | Aquest article tracta sobre anatomia humana. Si cerqueu plats de carn, vegeu «Costelles (gastronomia)». |

En anatomia, les costelles (llat. costae) són ossos plans i corbs que s'articulen amb la columna vertebral i amb l'estèrnum formant la caixa toràcica. Les costelles envolten el tòrax (llat. thorax) dels vertebrats, i protegeix els pulmons, el cor, i altres òrgans interns de la cavitat toràcica.

## Espècie humana
En els humans, tant en homes com en dones, trobem 24 costelles (12 parells). Aquest fet va ser descrit a De Humani Corporis Fabrica, cosa que primerament no va ser molt ben rebut, ja que fins llavors es creia en la història d'Adam i Eva, i pensaven que els homes tenien una costella menys que les dones (la dona va ser creada a partir d'una costella d'Adam segons el Gènesi)
Les costelles es divideixen en:
- 7 veritables
- 3 falses
- 2 flotants

Tenen forma d'arc amb un cos amb dues cares, externa i interna; dues vores, superior i inferior; i dos extrems, posterior i anterior.

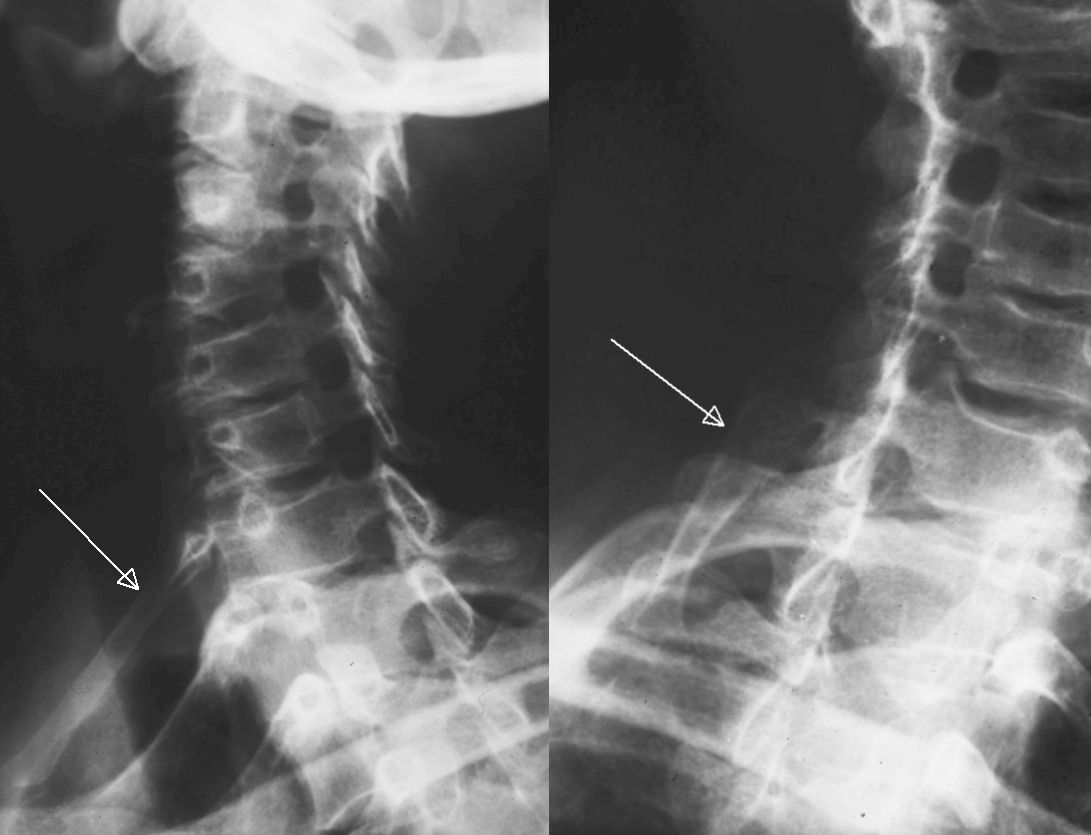
Radiografies d'una costella cervical supernumerària (anomalia congènita)

## Tipus de costelles
- Les costelles veritables són aquelles que estan articulades directament a l'estern.
- Les costelles falses estan unides a altres costelles (mitjançant el cartílag costal comú) però mai articulades directament a l'estern.
- Les costelles flotants són aquelles que només estan articulades per una vèrtebra a la part posterior. Per la part anterior queden lliures.